# Druuna: Morbus Gravis
Druuna: Morbus Gravis es un videojuego del tipo aventura gráfica creado por la compañía italiana Artematica y distribuido a nivel europeo por Microïds. El juego está basado en el personaje Druuna, del dibujante italiano Eleuteri Serpieri.

## Desarrollo
El objetivo del jugador es conseguir despertar a Druuna, que se encuentra en estado de coma en un laboratorio. Para ello es posible acceder a diversas secciones de su memoria y revivir sus acciones para tratar de descubrir qué la ha sumido en ese estado. Técnicamente, las pantallas del juego son gráficos prerrenderizados, en los que se superponen los personajes, creados mediante polígonos. En ciertos momentos del juego se visualizan escenas cinemáticas de alta calidad.

## Críticas
El juego recibió críticas negativas por su reducida jugabilidad, debido sobre todo a la dificultad del control del personaje. La animación de los personajes estaba poco cuidada y las sombras dinámicas no eran consistentes con el entorno. Además el personaje protagonista tenía tendencia a quedarse atrancado en ciertas partes de la pantalla, y la jugabilidad como aventura gráfica se veía limitada por la imposibilidad de examinar los objetos recolectados y escoger su uso, que se hacía de modo automático al llegar al lugar apropiado.